# Адамс (окръг, Вашингтон)
Вижте пояснителната страница за други значения на Адамс.
Окръг Адамс (на английски: Adams County) е окръг в щата Вашингтон, Съединени американски щати. Площта му е 4999 km², а населението – 19 506 души (2017). Административен център е град Рицвил.

## Градове
- Уоштъкна
- Хатън
- Линд